# 6. siječnja
6. siječnja (6. 1.) 6. je dan godine po gregorijanskom kalendaru.
Do kraja godine ima još 359 dana (360 u prijestupnoj godini).

## Događaji
- 1288. – Sastavljen je Vinodolski zakonik, hrvatski popis običajnog prava koji se može usporediti s drugim europskim srednjovjekovnim pravnim dokumentima pisanim na narodnom jeziku.
- 1499. – Konstantin XI. Paleolog postao bizantski car
- 1825. – Oluja srušila Orlandov stup
- 1835. – Počinju izlaziti Novine Horvatzke
- 1838. – Izumitelj telegrafa i telegrafske abecede, Samuel Finley Morse, prvi je put javno predstavio svoj izum.
- 1901. – Osnovana Nikšićka štedionica
- 1910. – Prvo izdanje Dalmatisnkog Hrvata
- 1912. – Novi Meksiko postao savezna država SAD-a
- 1916. – Započela Mojkovačka bitka
- 1918. – Zastupnici Češkog zemaljskog vijeća i Češkog sabora donose deklaraciju kojom traže neovisnost za svoj narod
- 1929. – Kralj Aleksandar Karađorđević je, kao odgovor na političku krizu izazvanu ubojstvom Stjepana Radića, uveo u Kraljevini SHS osobnu diktaturu (tzv. Šestosiječanjsku diktaturu).
- 1936. – Brod Admiral Graf von Spee stavljen u službu
- 1941. – Prvi je komercijalni let oko svijeta izvela kompanija Pan American Airlines.
- 1967. – Franjo Šeper daje suglasnost za tiskanje Zagrebačke Biblije
- 1991. – Vinko Puljić zaređen za vrhbosnaskog nadbiskupa
- 1997. – Počelo emitiranje sapunice Sunset Beach
- 2001. – Papa Ivan Pavao II., na kraju Velikog jubileja, objavio pismo "Novo millennio ineunte"
- 2003. – Indonezijski brod High Aim 6 je pronađen napušten u australskim vodama
- 2004. – Ciklon Heta opustošio Niue
- 2006. – Prihvaćena kanzahstanska himna Moj Kazahstan

| - 1256. – Sveta Gertruda, njemačka svetica († oko 1302.) - 1367. – Rikard II., engleski kralj († 1400.) - 1486. – Martin Agricola, njemački skladatelj († 1556.) - 1412. – Ivana Orleanska, francuska heroina i svetica Rimokatoličke Crkve († 1431.) - 1500. – Ivan Avilski, španjolski svetac († 1569.) - 1534. – Pavao Skalić, hrvatski pisac i tvorac riječi "enciklopedija" († 1575.) - 1732. – Matija Antun Relković, hrvatski prosvjetiteljski prozaik († 1798.) - 1802. – Ivan Gabrijel Perboyre, francuski misionar († 1840.) - 1822. – Heinrich Schliemann, njemački znanstvenik i istraživač († 1890.) - 1835. – Cezar Antonovič Kjui († 1918.) - 1838. – Max Bruch, njemački skladatelj († 1920.) - 1861. – Janoš Županek, slovenski (prekomurski pjesnik i pisac († 1951.) - 1861. – Victor Horta, belgijski arhitekt († 1947.) - 1872. – Aleksandr Skrjabin, ruski pijanist i skladatelj († 1915.) - 1900. – Marija Karađorđević, kraljica Jugoslavije († 1961.) - 1902. – Petrus Pavlicek, austrijski svećenik († 1982.) - 1913. – Loretta Young, američka glumica († 2000.) - 1914. – Stefania Łącka, poljska novinarka († 1946.) - 1925. – John DeLorean, američki inženjer i osnivač De Lorean Motor Company († 2005.) - 1933. – Slavica Maras-Mikulandra, hrvatska glumica i pjesnikinja († 2010.) - 1939. – Valerij Lobanovs'kyj, ukrajinski nogometaš i nogometni trener († 2002.) - 1942. – Christopher Ferrara, američki pravnik, novinar, publicist i aktivist - 1946. – Syd Barrett, britanski glazbenik i suosnivač Pink Floyda († 2006.) - 1953. – Tomislav Ivčić, hrvatski pjevač († 1993.) - 1953. – Zdenko Radulj, hrvatski general i vojni pilot - 1953. – Malcolm Young, australski glazbenik, suosnivač AC/DC-a († 2017.) - 1954. – Anthony Minghella, britanski filmski redatelj († 2008.) - 1955. – Rowan Atkinson, engleski glumac - 1966. – Zvonimir Mršić, hrvatski političar - 1975. – Enis Bešlagić, bosanskohercegovački glumac - 1982. – Eddie Redmayne, engleski glumac i dobitnik Oscara - 1986. – Alex Turner, engleski glazbenik - 1998. – Ivan Martinović, hrvatski rukometaš | - 786. – Abo, kršćanski svetac i mučenik (* 756.) - 1275. – Rajmund Penjafortski, katalonski redovnik i svetac (* 1175. - 1693. – Mehmed IV., osmanski sultan (* 1642.) - 1732. – Maksim, episkop - 1829. – Josef Dobrovský, češki filozof (* 1753.) - 1852. – Louis Braille, francuski tvorac pisma za slijepe (* 1809.) - 1884. – Gregor Mendel, češki genetičar (* 1822.) - 1918. – Georg Cantor, njemački matematičar (* 1845.) - 1919. – Theodore Roosevelt, američki političar i predsjednik (* 1858.) - 1942. – Henri de Baillet-Latour, belgijski sportski djelatnik (* 1876.) - 1945. – Volodimir Ivanovič Vernadskij, ukrajinsko-ruski znanstvenik (* 1863.) - 1949. – Victor Fleming, američki filmski redatelj, (* 1899.) - 1953. – Vaclav Huml, češko-hrvatski violinist i glazbeni pedagog (* 1880.) - 1967. – Mate Ujević, hrvatski pjesnik i enciklopedist (* 1901.) - 1974. – David Alfaro Siqueiros, meksički slikar (* 1896.) - 1978. – Burt Munro, novozelanski motociklist (* 1899.) - 1990. – Pavel Aleksejevič Čerenkov, ruski fizičar i nobelovac (* 1904.) - 1993. – Dizzy Gillespie, američki jazz glazbenik (* 1917.) - 1993. – Rudolf Nurejev, ruski baletan (* 1938.) - 2017. – Om Puri, indijski glumac (* 1950.) - 2020. – Luís Morais, brazilski nogometaš (* 23. kolovoza 1930.) - 2022. – Sidney Poitier, bahamsko-američki glumac, 1. Afroamerikanac dobitnik Oscara (* 1927.) |

## Blagdani i spomendani
- Dan grada Novog Vinodolskog
- Bogojavljanje (katoličanstvo)
- Dan sveta tri kralja (katoličanstvo)
- Badnjak (po julijanskom kalendaru)

## Imendani
- Gašpar
- Gajo
- Melkior
- Baltazar